# Lederfabrik Heilbronn
Die Lederfabrik Heilbronn war ein Unternehmen in der Stadt Heilbronn in Baden-Württemberg, das sich von einem kleinen Handelsbetrieb zu einem international tätigen Industriebetrieb der Lederherstellung entwickelte und zu den führenden lederverarbeitenden Fabriken in Deutschland zählte.

## Anfänge
Die Unternehmensgründung geht auf die Familie Victor aus Horkheim zurück, die dort einen Handel mit Pelzen und Fellen betrieb. Julius Victor (* 15. Juni 1838; † 30. August 1887 in Heilbronn) erwarb am 3. Juli 1862 das Bürgerrecht der Stadt Heilbronn; er konnte zu diesem Zeitpunkt ein Vermögen von 3000 Gulden nachweisen. Im Jahr 1868 machten sich Julius, Joseph und Victor Victor als Gebr. Victor in Heilbronn in der Großen Biedermannsgasse 10 selbständig, um dort den Handel, nun für Rauchwaren, Wildbret und Sattlerlederwaren, in größerem Umfang weiterzuführen.
1882 ist die Adresse des Unternehmens Cäcilienstraße 42 a. Im Jahre 1887 kam eine Leimfabrik hinzu. 1899 warb man bereits mit dem Import überseeischer Häute, das Unternehmen war inzwischen aus den kleinen Anfängen zu einer gewissen Größe angewachsen. Inhaber waren jetzt die Söhne der Gründer Victor, Jakob Victor I und Jacob Victor II sowie die Witwe von Joseph Victor, ab 1908 auch Sigmund Victor.

## Expansion

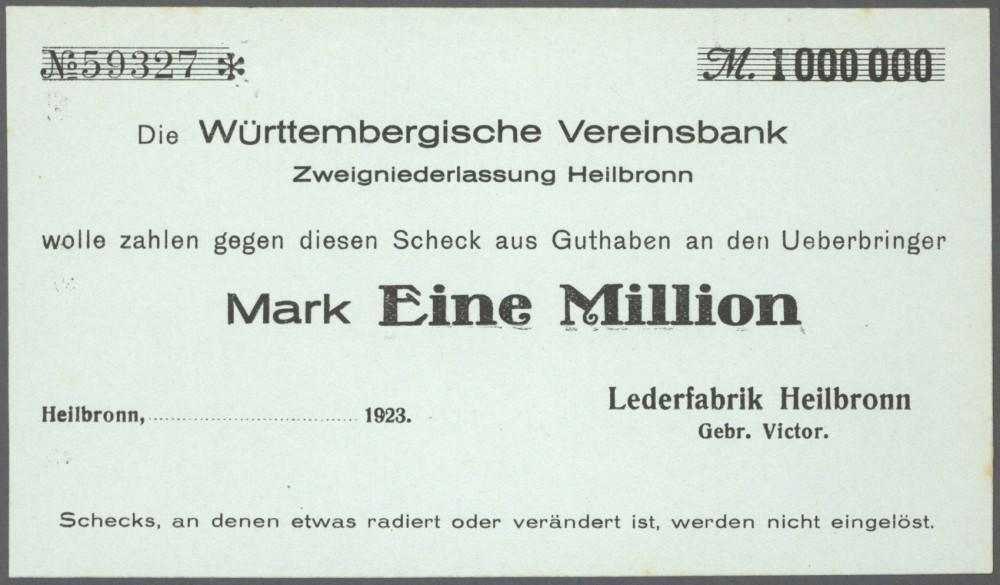
Firmenscheck über eine Million Inflations-Mark (1923)

Das Unternehmen expandierte weiter, aber erst 1909/1910 errichteten die Nachkommen Jacob Viktor II und Sigmund Victor zusammen mit ihrem Vetter Jakob Victor I im bereits damaligen Heilbronner Industriegebiet Kleinäulein in der Weipertstraße 40 eine Lederfabrik. Das Unternehmen hieß nun Lederfabrik Heilbronn GmbH. Aus überseeischen Großviehhäuten wurde Bodenleder für Schuhe hergestellt. Vor dem Ersten Weltkrieg gehörte die Fabrik zu den führenden Lederfabriken in Deutschland, in Süddeutschland zu den größten. Es wurde nicht nur für den deutschen Markt produziert, sondern zunehmend auch für den Export. In den teils neugeschaffenen Werkstätten arbeiteten bis zu 280 Mitarbeiter.

## Gesellschaftliche Rolle
Mitglieder der Familie Victor gehörten dem Vorstand des Centralvereins der Deutschen Lederindustrie (Berlin) und dem Beirat der Industrie- und Handelskammer Heilbronn an. Eugen Victor war Vorsitzender des Reichsbundes jüdischer Frontsoldaten in Heilbronn. Sigmund Victor starb am 16. Mai 1930. Die Gebrüder Victor gründeten verschiedene örtliche Stiftungen: 1915 eine mit 150.000 Mark dotierte für Arbeiter, die in Not geraten waren. Der Stadt wurde eine Stiftung mit dem Vermögen von 20.000 Mark zuteil, die zur Unterstützung armer Bürger gedacht war. „Die Victors zählten zu den angesehensten Bürgern und Fabrikanten der Stadt.“
Victoria Wolff, geborene Trude Victoria Victor (* 10. Dezember 1903 in Heilbronn; † 16. September 1992 in Los Angeles), die Tochter von Jacob Victor, wurde nach ihrer Emigration eine bekannte US-amerikanische Schriftstellerin und Drehbuchautorin. Sie wuchs bei ihren Eltern in Heilbronn auf, von wo überliefert ist, dass  ihr der junge Albert Einstein einmal Nachhilfe in Mathematik zu geben versuchte.

## Zeit des Nationalsozialismus
Direkt zu Beginn der Zeit des Nationalsozialismus begannen Störungen und Drangsalierungen des Unternehmens. Es musste eine Werkschargruppe eingerichtet werden. Zitat: »Werkscharen wurden im NS-Regime in den Betrieben als „Vortrupp zur Verbreitung der nationalsozialistischen Weltanschauung“ gebildet. Ihre Mitglieder wurden aus den betrieblichen „Gefolgsleuten“ rekrutiert. Die „Werkschar“ musste in der Lage sein, „ohne äußere Machtmittel gerade in der Stunde der Gefahr jede auftretende Störung, Unordnung oder gar unverantwortliche Hetzerei augenblicklich zu beseitigen und auszurotten“«. Nach Jacob Victors Tod († 12. Juni 1934) trauten sich nur wenige Belegschaftsmitglieder an der Beerdigung teilzunehmen; „ein unerschrockener Maschinenmeister ließ als letzten Gruß die Fabriksirene ertönen“.
Zwischenzeitlich war Max Victor, der zweite Sohn von Jacob Victor II, in die Firma eingetreten, nachdem er gezwungen worden war, seine Anstellung als wissenschaftlicher Mitarbeiter beim Institut für Weltwirtschaft und Seeverkehr in Kiel aufzugeben. Robert Victor, der zweite Sohn von Sigmund Victor, der ebenfalls in der Fabrik tätig war, wanderte frühzeitig nach Südafrika aus.
Über die die Fabrik als Zufluchtsstätte für jüdische Menschen schreibt Hans Franke:

„Die Fabrik wurde in den folgenden Jahren für viele jüdische Menschen eine Zuflucht: verschiedene weibliche jüdische Angestellte, die von anderen Firmen entlassen waren, wurden aufgenommen, ebenso jüdische Jungen, die in den Schulen keine ruhige Minute mehr hatten. Ferner planierte man einen Platz hinter der Fabrik zu einem Fußballplatz um, da die Heilbronner Juden keine Möglichkeit mehr hatten, den Sport anderswo auszuüben. Obwohl man später einen nichtjüdischen Betriebsführer einsetzte, wurde die Lage immer gespannter.“

Eugen Victor zog in Anbetracht der zunehmenden Bedrohung nach Holland; die Fabrik wurde von Max Victor und Otto Victor weitergeführt. Im Rahmen der sogenannten Arisierung kam es zum Zwangsverkauf an die größte deutsche Lederfabrik Hirschberg vorm. Heinrich Knoch & Co. Max Victor wanderte nach Holland und Otto Victor nach Südafrika aus.
Der Betrieb wurde 1939 eingestellt. In den Räumen wurde jetzt durch die Silberwarenfabrik Bruckmann mit 250 ausländischen Arbeitskräften Kriegsmaterial produziert, unter anderem für Daimler-Benz, zeitweilig war ein weiteres Unternehmen hier mit Rüstungsaufgaben tätig. Die alte Belegschaft war teilweise zur Wehrmacht eingezogen worden, andere arbeiteten in der Silberwarenfabrik an Rüstungsaufgaben.
Durch Kriegseinwirkung wurde die Fabrik am 4. Dezember 1944 stark zerstört. Nach neuerlichen Luftangriffen waren 85 Prozent der Anlagen demoliert.

## Rückerstattung und Firmenschließung
Nach Ende des Krieges erhielten die ehemaligen Inhaber durch die Restitutionsgesetze  die Mehrheitsbeteiligung am Unternehmen zurück. Das Unternehmen wurde aufgrund eines Übereinkommens gemeinsam von den Herren Viktor, die ihren Wohnsitz in Nordamerika und Südafrika behielten, und der Lederfabrik Heinrich Knoch A.-G. weitergeführt.
Eine Absatzkrise in der Lederindustrie führte 1954 zur Schließung des Betriebs. Im Jahre 1954 wurden die Bauten und Grundstücke an die Stadt Heilbronn verkauft, 1977 bis 1980 wurden die Gebäude abgebrochen.